# Johann Jahn
Pour les articles homonymes, voir Jahn.
Johann Jahn est un orientaliste et théologien catholique autrichien, né en 1750 à Taswitz en margraviat de Moravie et mort en 1816. 
Il fut chanoine de l'église métropolitaine de Vienne. Il professa l'archéologie biblique, la théologie et les langues orientales à l'université de cette ville.

## Œuvres
Il a laissé : Grammaire hébraïque, en allemand; Grammaire arabe, 1796; Grammaire chaldaïque; Archéologie biblique, 1797-1802, Lexicon arabico-latinum, 1802; Enchiridion hermeneuticæ, 1812, avec un Appendix, 1815. Ce dernier ouvrager fut mis à l’Index à Rome pour des interprétations hasardées.